# Rio Nodaway
O Rio Nodaway é um rio dos Estados Unidos afluente do Rio Missouri, localizado nos condados de Condado de Page, Condado de Holt, Condado de Nodaway e no Condado de Andrew.